# Eurybia juturna
Eurybia juturna is een vlindersoort uit de familie van de prachtvlinders (Riodinidae), onderfamilie Riodininae.
Eurybia juturna werd in 1865 beschreven door C. & R. Felder.